# Назаренко, Анастасия Константиновна
Анастасия Константиновна Назаренко (род. 17 января 1993, Калининград) — российская гимнастка. Член сборной команды России в групповом многоборье. Многократная Чемпионка Мира и Европы. Заслуженный мастер спорта России. Олимпийская чемпионка 2012 года по художественной гимнастике в групповом многоборье (состав сборной: Ульяна Донскова, Анастасия Близнюк, Ксения Дудкина, Алина Макаренко, Каролина Севастьянова, Анастасия Назаренко).

## Биография
Окончила Национальный государственный университет физической культуры, спорта и здоровья имени П. Ф. Лесгафта, Санкт-Петербург.

## Награды
- Орден Дружбы (13 августа 2012 года) — за большой вклад в развитие физической культуры и спорта, высокие спортивные достижения на Играх XXX Олимпиады 2012 года в городе Лондоне (Великобритания)[2].
- Почётная грамота Президента Российской Федерации (19 июля 2013 года) — за высокие спортивные достижения на XXVII Всемирной летней универсиаде 2013 года в городе Казани[3].